# Koornaarvisachtigen
De koornaarvisachtigen of aarvisachtigen (Atheriniformes) vormen een orde binnen de straalvinnige vissen.

## Taxonomie
De volgende families worden onderscheiden:
- Atherinidae - (koornaarvissen)
- Atherinopsidae
- Bedotiidae - (bedotia's)
- Dentatherinidae - (zilverflanken)
- Melanotaeniidae - (regenboogvissen)
- Notocheiridae - (vleugelaarvissen)
- Phallostethidae - (dwergaarvissen)
- Pseudomugilidae - (blauwogen)
- Telmatherinidae - (regenboogvissen)